# Jan Čejka z Olbramovic
Jan rytíř Čejka z Olbramovic (*1565/1566 zřejmě Čechy – 8. července 1623 Brno, pohřben tamtéž) celým křestním jménem (dle jeho náhrobku) Jan Tiburcí (dále jen Jan, což je jeho tradičně používané jméno); byl šlechtic ze starobylého rozrodu Janoviců a příslušník rozvětveného českého rytířského rodu Čejků z Olbramovic. Z rodných končin přesídlil na Moravu, kde získal významný úřední post "Nejvyššího písaře Markrabství moravského" a postupně získal moravská panství Police, Nové Syrovice, rozlehlé pernštejnské dominium Bystřice nad Pernštejnem a panství Borotín (vlastnil jen velmi krátce) i Jakubov. V době protihabsburského stavovského povstání (1618–1620) se stal předním moravským stavovským direktorem a defensorem. Po porážce revolty byl v roce 1621 zatčen, uvězněn a v roce 1622 odsouzen k trestu smrti. O rok později byl ale omilostněn a propuštěn, krátce poté zemřel.

## Biografie

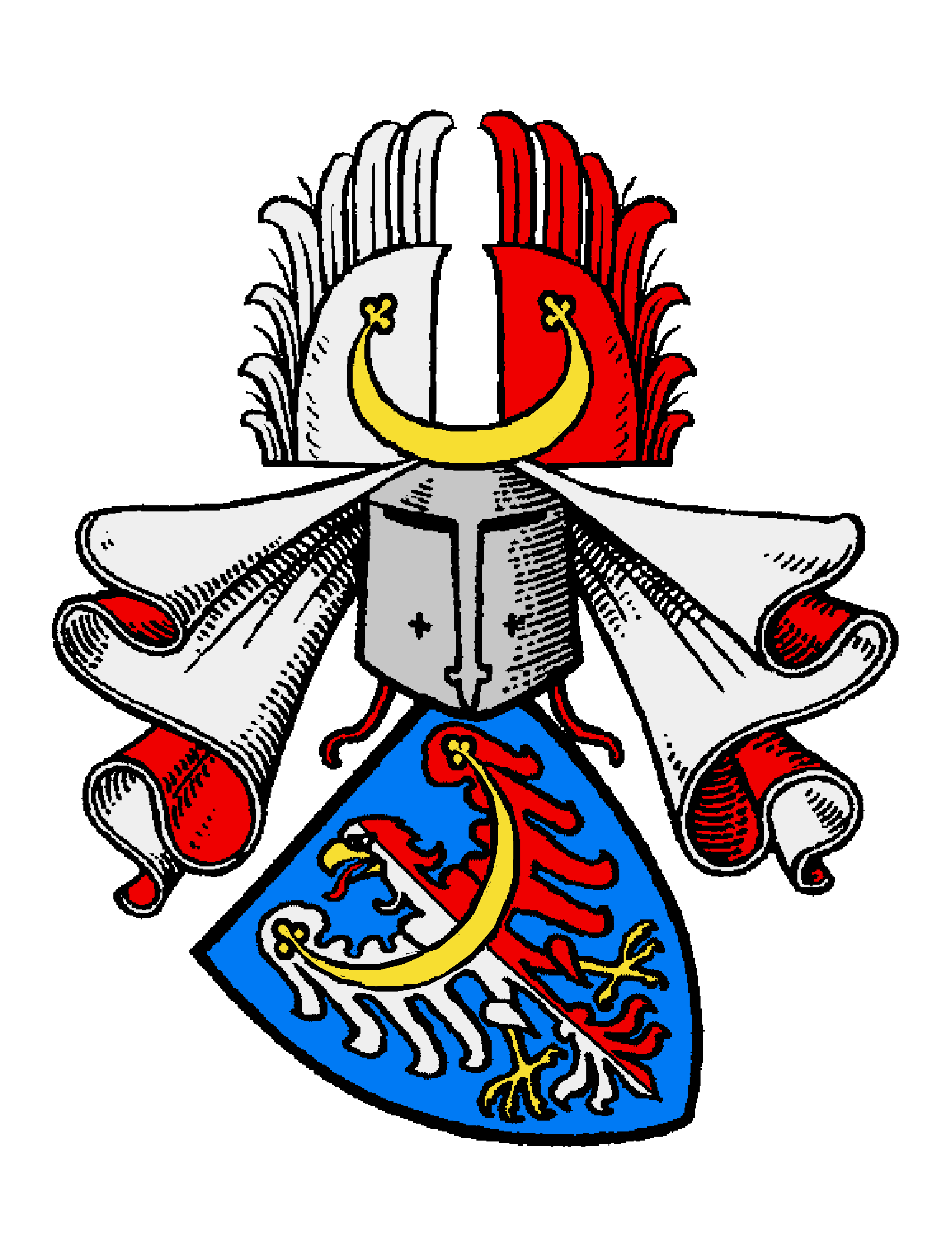
Rodový erb Čejků z Olbramovic.

Bohatý a významný rytíř doby předbělohorské Jan Čejka z Olbramovic pocházel dle známého profesora Augusta Sedláčka zřejmě z tzv. Jedlčanské linie široce rozvětveného rodu Čejků (v tomto případě z dnešních Horních Jelčan od Kolína).
Jan se v mládí přiženil na Moravu a zřejmě v souvislosti se svým druhým sňatkem, který se uskutečnil snad v roce 1601, s ovdovělou moravsko-uherskou šlechtičnou Voršilou Lorantovou z Inky († 1612 či 1613), se asi definitivně přestěhoval z Čech na Moravu. Zde se stal osobním přítelem proslulého moravského politika a velmože Karla staršího ze Žerotína, se kterým sdílel svou protestantskou víru. V Bystřici nad Pernštejnem se proto (v letech 1614 až 1615) zasloužil o výstavbu tehdejšího evangelického (současného hřbitovního katolického) kostela Nejsvětější Trojice.
Po roce 1601 spoluvládnul se svou chotí Voršilou Lorantovou z Inky jihomoravskému panství Polici (okres Třebíč) a v téže době držel blízké panství Nové Syrovice. Od roku 1609 vlastnil rozlehlé dominium Bystřice nad Pernštejnem a krátce (v lednu r. 1610) též panství Borotín (u Jevíčka), a pak i statek Jakubov (u Moravských Budějovic). Kolem roku 1619 vládl na svých statcích zhruba 451 osedlým, tj. cca 3000–4000 poddaným. V téže době žilo pro představu v Brně jen zhruba 5000 lidí! Jan tak patřil k nejbohatším mužům tehdejší Moravy (i když ne zcela k úplné špičce, do níž přináležel např. jeho přítel, zmiňovaný Karel st. ze Žerotína). Jednoznačně nejbohatším byl ale Jan mezi vesměs chudými či jen málo zámožnými, ale jinak značně početnými, Čejky z Olbramovic. Zároveň patřil k nejbohatším příslušníkům rytířského stavu tehdejší Moravy, tak i rytířstva sousedních Čech. Svého rozsáhlého jmění rytíř Čejka dosáhl částečně díky výhodným sňatkům, částečně díky dobrému hospodaření a zřejmě též díky úřadům, jež zastával.
Na Moravě, s níž spojil svůj osud, se stal po roce 1608 (odměnou díky věrnosti budoucímu císaři Matyášovi Habsburskému) nejvyšším zemským písařem a v době stavovského protihabsburského povstání ho moravští stavové jmenovali jedním z moravských stavovských direktorů a defensorů. Na rozdíl od českých direktorů však nebyli Moravané až tolik protihabsburští a to jim posléze napomohlo k mírnějším trestům.
Po porážce stavovského povstání, (které probíhalo mezi květnem 1618 až listopadem 1620) byl v létě roku 1621 zatčen, uvězněn v Olomouci a (poté definitivně) na hradě Špilberk v Brně a dne 3. listopadu 1622 byl v Brně odsouzen k trestu smrti. Tento trest byl rytíři Čejkovi – díky přestupu ke katolictví téhož roku (to osobně požadoval, a až překvapivě bedlivě sledoval sám panovník – Ferdinand II.) a díky konexím mocných přátel a příbuzných (často i jeho 3. choti Kateřiny Grizeldy Žďárské ze Žďáru) – nejprve změněn na doživotní vězení a později jeho věznění zrušil císařský dvůr úplně. Je proto možné, že druhé křestní jméno Tuburcí či Tiburc čili Tibor souvisí s katolickou konverzí, viz sv. Tiburcius.
Jan Tiburc Čejka z Olbramovic byl ze žaláře propuštěn na počátku července 1623 jako těžce nemocný muž, u něhož se očekávala brzká smrt. Zemřel již po několika dnech svobody – dne 8. července 1623 v Brně – zcela ožebračený, neboť jeho velké statky připadly jako konfiskát koruně, a byly dále postoupeny stoupencům císaře. Jeho choť však pohřbila rytíře Čejku na nejčestnějším místě Brna, do katedrály sv. Petra a Pavla. Tam je dodnes k vidění jeho (druhotně umístěný a částečně setřelý) mramorový erbovní náhrobek s pamětním nápisem.

## Krátce k Janově třetí manželce – Kateřině Grizeldě Žďárské ze Žďáru
Janovou třetí ženou byla od 16. listopadu 1615 Kateřina Grizelda Žďárská ze Žďáru (*poč. února 1589, †1631). Šlo o katoličku, a jelikož rytíř Čejka byl protestantem, šlo o konfesijně smíšený svazek, jakých v ten čas, již kvapem ubývalo. Slečna Žďárská byla dcerou Ctibora Tiburcího Žďárského ze Žďáru (*11. srpna 1545, †6. dubna 1615), který byl vlivným dvorským a zemským úředníkem. Za císaře Matyáše byl Ctibor Tiburcí jedním z českých místodržících a též purkrabím karlštejnským, což bylo pro jeho dceru i zetě Čejku (spolu s vlivným žďárským příbuzenstvem) v letech před i po povstání zřejmě jistou výhodou. Paní Čejková po zatčení manžela hmotně trpěla, přesto však nezapomenula na svého nešťastného chotě a nepolevila v prosbách o jeho propuštění. Po dočasné a obtížné hmotné nouzi a po manželově skonu se (zřejmě díky pomoci vlivné rodiny) znovu provdala. Jejím vyvoleným se stal příslušník zámožného rakouského rodu – Petr Ernst baron ze Schönkirchenu. Kateřina Grizelda zemřela již v roce 1631 ve 42 letech. Místem skonu mohla být Morava či manželovo Rakousko. Zda měla ve svém prvním nebo druhém manželství potomky, není zatím známo.